# Paul-Lincke-Ring

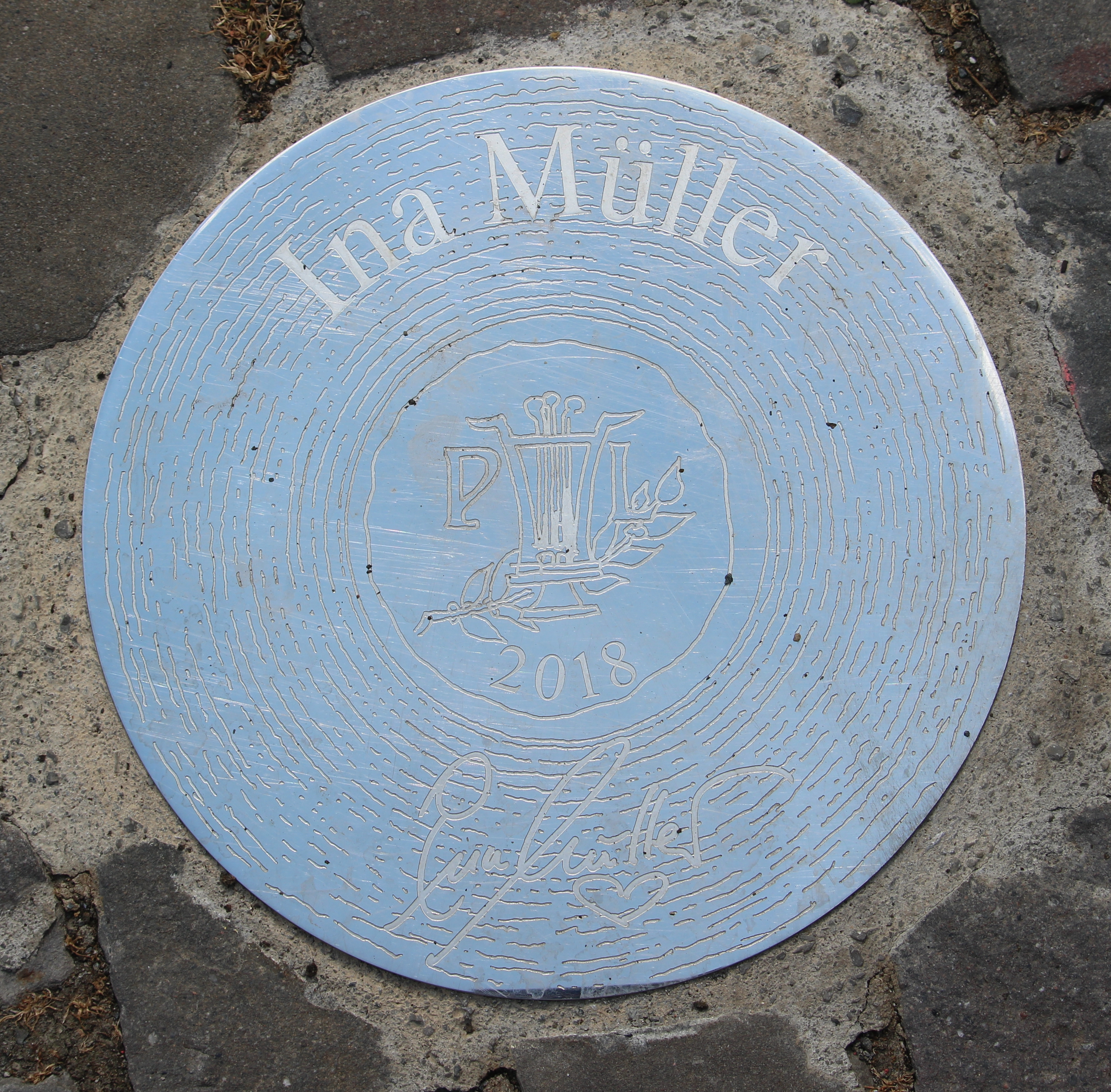
Plakette im Boden des Paul-Lincke-Platzes in Hahnenklee-Bockswiese.

Der Paul-Lincke-Ring wird an Musiker verliehen, die sich besondere Verdienste um die deutschsprachige Unterhaltungsmusik erworben haben. Der undotierte Preis ist nach dem deutschen Operettenkomponisten Paul Lincke benannt, der 1946 in Hahnenklee starb. Im Jahr 2009 wurde der Preis erstmals einer Gruppe (Die Fantastischen Vier) verliehen. Verleiher ist die Gemeinde Hahnenklee-Bockswiese bzw. nach deren Eingemeindung (1972) die Stadt Goslar. Von 1955 bis 2015 wurde der Ring alle zwei Jahre verliehen, seit 2016 jedes Jahr.
Im Jahr 2024 wurde die Verleihung des Preises in Abstimmung mit dem nominierten Sven Regener vorläufig ausgesetzt, da die Stadt Goslar zunächst die Haltung Linckes während der NS-Zeit durch eine Fachexpertise überprüfen lässt. Im Jahre 2025 wurde der Preis in Der Goldene Ton umbenannt.

## Preisträger
- 1955: Friedrich Schröder
- 1957: Gerhard Winkler
- 1959: Rudolf Nelson
- 1961: Hans Carste
- 1964: Will Meisel
- 1966: Edmund Nick, Franz Grothe
- 1969: Nico Dostal
- 1971: Günter Neumann, Werner Eisbrenner
- 1973: Norbert Schultze
- 1975: Peter Kreuder
- 1977: Michael Jary
- 1979: Günther Schwenn
- 1981: Udo Jürgens
- 1983: Ralph Siegel
- 1985: Werner Bochmann
- 1987: Lotar Olias
- 1989: Michael Kunze
- 1991: René Kollo
- 1993: Christian Bruhn
- 1995: Peter Maffay
- 1997: Freddy Quinn
- 1999: Klaus Doldinger
- 2001: Nicole Seibert und Rolf Zuckowski
- 2003: Udo Lindenberg
- 2005: Max Raabe
- 2007: Peter Plate[3]
- 2009: Die Fantastischen Vier[4]
- 2011: Annette Humpe[5]
- 2013: Silbermond[6]
- 2015: Clueso[7]
- 2016: Helge Schneider
- 2017: Wolfgang Niedecken[8]
- 2018: Ina Müller[9]
- 2019: Bosse[10]
- 2020: Roland Kaiser
- 2021: Max Mutzke
- 2022: Johannes Oerding
- 2023: Annett Louisan[11]
- 2024: Sven Regener[12] (Ehrung ausgesetzt)